# Heterixalus
Genre
Heterixalus est un genre d'amphibiens de la famille des Hyperoliidae.

## Répartition
Les onze espèces de ce genre sont endémiques de Madagascar.

## Liste des espèces
Selon Amphibian Species of the World (10 juin 2017) :
- Heterixalus alboguttatus (Boulenger, 1882)
- Heterixalus andrakata Glaw & Vences, 1991
- Heterixalus betsileo (Grandidier, 1872)
- Heterixalus boettgeri (Mocquard, 1902)
- Heterixalus carbonei Vences, Glaw, Jesu, & Schimmenti, 2000
- Heterixalus luteostriatus (Andersson, 1910)
- Heterixalus madagascariensis (Duméril & Bibron, 1841)
- Heterixalus punctatus Glaw & Vences, 1994
- Heterixalus rutenbergi (Boettger, 1881)
- Heterixalus tricolor (Boettger, 1881)
- Heterixalus variabilis (Ahl, 1930)

## Publications originales
- Laurent, 1944 : Contribution à l'ostéologie et à la systématique des rhacophorides africains. Deuxième note. Revue de zoologie et de botanique africaines, vol. 38, p. 110–137.